# Бондаренко, Иван Афанасьевич
Иван Афанасьевич Бондаренко (5 июня 1926 года, село Алексеевка, Харьковский округ, УССР, СССР, — 16 февраля 2009 года, г. Ростов-на-Дону, Российская Федерация) — советский партийный и государственный деятель, первый секретарь Ростовского обкома КПСС (1966—1984). Герой Социалистического Труда, Почётный гражданин города Ростова-на-Дону, кандидат экономических наук.

## Биография
Родился 5 июня 1926 года в селе Алексеевка ныне Первомайского района Харьковской области (Украина) в крестьянской семье.
Свою трудовую деятельность начал агрономом, работал в Азово-Черноморском сельскохозяйственном институте.
В 17-летнем возрасте ушёл на войну, закончил её в 1945 году в Берлине.
Трудовую деятельность начал агрономом.
С 1959 года находится на партийной работе,
с 1964 года — председатель исполкома Ростовского областного Совета депутатов трудящихся,
с 1966 по 1984 годы — первый секретарь Ростовского обкома КПСС.
Член ЦК КПСС в 1971—1986 годах. Член КПСС с 1950 года.
Депутат Совета Союза Верховного Совета СССР 7—11 созывов от Ростовской области.
С 1984 года находился на пенсии.
Жил в Ростове-на-Дону. Скончался 16 февраля 2009 года. Похоронен на Северном кладбище Ростова-на-Дону.

## Достижения

### В рамках Ростовской области
За время руководства Ростовской областью, в регионе были построены:
- Шахтинский хлопчатобумажный комбинат
- Донецкий экскаваторный завод
- Шахта им. Ленинского комсомола
- Азовский комбинат детского питания
- Завод «Атоммаш»
- и другие объекты промышленного и социального значения.

### В рамках города Ростова-на-Дону
Иван Афанасьевич внёс значительный личный вклад в социально-экономическое развитие города Ростова-на-Дону, в строительство и реконструкцию промышленных предприятий, учреждений здравоохранения, образования, науки и культуры, жилья, в благоустройство города. За период руководства были построены:
- Железнодорожный вокзал
- Аэропорт города
- Речной вокзал
- Набережная Дона
- Ворошиловский мост
- Началась застройка Западного и Северного жилых массивов города, в городскую черту был введен посёлок «Александровка».

## Награды и Звания

Памятник в Ростове-на-Дону

Мемориальная доска в Ростове-на-Дону

- Указом Президиума Верховного Совета СССР от 7 декабря 1973 года за большие успехи достигнутые во Всесоюзном социалистическом соревновании, большой личный вклад в выполнении принятых обязательств по увеличению производства и продажи государству продуктов растениеводства и животноводства первому секретарю Ростовского обкома КПСС Бондаренко Ивану Афанасьевичу присвоено звание Героя Социалистического Труда с вручением ордена Ленина и золотой медали «Серп и Молот».
- 3 ордена Ленина.
- Орден Трудового Красного Знамени.
- Орден Отечественной войны 2-й степени (1985).
- «Почётный гражданин Ростова-на-Дону» (2004).
- Благодарность Главы Администрации (Губернатора) Ростовской области (2007, в связи с 70-летием со дня образования Ростовской области)[3].

## Память
- На доме в Ростове-на-Дону, где жил Бондаренко в 1970—2009 годах, установлена памятная доска.
- В парке Революции благотворительным фондом И. И. Саввиди ему установлен бронзовый памятник (скульптор И. Скнарин, архитектор Ю. Дворников).